# Кубок Чернігівської області з футболу 1986
Кубок Чернігівської області з футболу 1986 — 42-й розіграш Кубка Чернігівської області з футболу.
На всіх етапах турніру зустрічі команд складаються з одного матчу.

## Учасники
В цьому розіграші Кубку узяли участь 25 клубів.
| 1/16 фіналу - команда Бобровицького району - команда Варвинського району - команда Городнянського району - команда Ічнянського району - команда Коропського району - команда Корюківського району - команда Куликівського району - команда Менського району - «Нива» (Малківка) - команда Ніжинського району - команда Новгород-Сіверського району - команда Носівського району - команда міста Прилуки - «Прогрес» (Ніжин) - команда Семенівського району - команда Сосницького району - «Торпедо» (Ніжин) - «Урожай» (Козелець) - команда міста Чернігів - команда Щорського району | 1/8 фіналу - команда Бахмацького району - «Гідротехнік» (Чернігів) - «Дніпро» (Любеч) - «Темп» (Борзна) - «Хімік» (Чернігів) |

## 1/16 фіналу
| Команда 1                    | Команда 2              | Рахунок        |
| ---------------------------- | ---------------------- | -------------- |
| к. Новгород-Сіверського р-ну | к. Семенівського р-ну  | 3:3 (пен. 5:4) |
| к. Корюківського р-ну        | к. Щорського р-ну      | 8:0            |
| к. Ніжинського р-ну          | к. м. Чернігів         | 1:1 (пен. 5:4) |
| к. Сосницького р-ну          | к. Коропського р-ну    | 0:3            |
| к. Менського р-ну            | к. Городнянського р-ну | 2:1            |
| к. Куликівського р-ну        | «Прогрес»              | 3:6            |
| к. Носівського р-ну          | «Торпедо»              | 1:4            |
| к. Варвинського р-ну         | к. м. Прилуки          | 3:7            |
| к. Ічнянського р-ну          | «Нива»                 | 1:2            |
| «Урожай»                     | к. Бобровицького р-ну  | 2:0            |

## 1/8 фіналу
| Команда 1             | Команда 2                    | Рахунок |
| --------------------- | ---------------------------- | ------- |
| «Дніпро»              | «Гідротехнік»                | 4:6     |
| к. Коропського р-ну   | к. Менського р-ну            | 2:1     |
| к. Ніжинського р-ну   | к. Новгород-Сіверського р-ну | 5:1     |
| к. Корюківського р-ну | «Прогрес»                    | 0:3     |
| «Торпедо»             | к. м. Прилуки                | 4:2     |
| «Урожай»              | «Хімік»                      | 0:2     |
| «Темп»                | к. Бахмацького р-ну          | 1:0     |
| «Нива»                |                              | +:-     |

## 1/4 фіналу
| Команда 1           | Команда 2     | Рахунок |
| ------------------- | ------------- | ------- |
| к. Коропського р-ну | «Гідротехнік» | 0:4     |
| к. Ніжинського р-ну | «Прогрес»     | 1:3     |
| «Хімік»             | «Темп»        | 4:0     |
| «Нива»              | «Торпедо»     | 1:0     |

## 1/2 фіналу
| Команда 1     | Команда 2 | Рахунок |
| ------------- | --------- | ------- |
| «Гідротехнік» | «Прогрес» | 3:0     |
| «Хімік»       | «Нива»    | 1:0     |

## Фінал
| Команда 1     | Команда 2 | Рахунок |
| ------------- | --------- | ------- |
| «Гідротехнік» | «Хімік»   | 3:2     |